# جواو فيتور دي أوليفيرا
جواو فيتور دي أوليفيرا (بالبرتغالية: João Vítor de Oliveira‏) هو منافس ألعاب قوى برازيلي، ولد في 15 مايو 1992 في ماريليا في البرازيل.

## وصلات خارجية
- جواو فيتور دي أوليفيرا على موقع الاتحاد الدولي لألعاب القوى (الإنجليزية)
- جواو فيتور دي أوليفيرا على موقع الدوري الماسي (الإنجليزية)
- جواو فيتور دي أوليفيرا على موقع أوليمبيديا (الإنجليزية)
- جواو فيتور دي أوليفيرا على موقع اللجنة الأولمبية البرازيلية (البرتغالية)